# Municipio de Huachinera
El municipio de Huachinera es uno de los 72 municipios que constituyen el estado mexicano de Sonora. Se encuentra localizado al noroeste del estado y aproximadamente a 294 kilómetros de la ciudad de Hermosillo. Cuenta con una extensión territorial de 1,184.86 km² y 1,350 habitantes. Fue fundado en 1645 con el nombre de Juan Evangelista de Huachinera por el misionero Cristóbal García.

## Descripción geográfica

### Ubicación
Huachinera se localiza al nor-este del estado entre las coordenadas geográficas 30° 12' de latitud norte, y 108° 57' de longitud oeste; a una altitud promedio de 914 metros sobre el nivel del mar. La cabecera municipal se encuentra a 294 kilómetros de Hermosillo y a 193 kilómetros de Agua Prieta y la frontera con Estados Unidos. 
El municipio colinda al norte con el municipio de Bacerac; al sur con Bacadéhuachi y Nácori Chico; al este con el estado de Chihuahua y al oeste con Villa Hidalgo.

### Orografía e hidrografía
Debido a su cercanía con la Sierra Madre Occidental, posee un territorio accidentado, sus elevaciones principales son las sierras: Quebahuérachi, La Higuera y la Huachinera; las cuales alcanzan hasta los 2,620 m s. n. m. Sus suelos se componen de feozem y cambisol, y su uso es ganadero, forestal y agrícola. El municipio pertenece a la región hidrológica Sonora Sur. Sus recursos hidrológicos son proporcionados principalmente por los ríos: Bavispe, Bamochi; así como los pozos hidráulicos a través del municipio.

### Clima
Su principal clima es el semiseco-templado; con lluvias en verano y sin cambio térmico invernal bien definido. La temperatura media anual es de 19.6°C, la máxima se registra en el mes de junio (38 °C) y la mínima se registra en enero (2.7 °C). El régimen de lluvias se registra entre los meses de julio y agosto, contando con una precipitación media de 632.0 milímetros.
| Parámetros climáticos promedio de Huachinera, Sonora (1951-2010)                | Parámetros climáticos promedio de Huachinera, Sonora (1951-2010) | Parámetros climáticos promedio de Huachinera, Sonora (1951-2010) | Parámetros climáticos promedio de Huachinera, Sonora (1951-2010) | Parámetros climáticos promedio de Huachinera, Sonora (1951-2010) | Parámetros climáticos promedio de Huachinera, Sonora (1951-2010) | Parámetros climáticos promedio de Huachinera, Sonora (1951-2010) | Parámetros climáticos promedio de Huachinera, Sonora (1951-2010) | Parámetros climáticos promedio de Huachinera, Sonora (1951-2010) | Parámetros climáticos promedio de Huachinera, Sonora (1951-2010) | Parámetros climáticos promedio de Huachinera, Sonora (1951-2010) | Parámetros climáticos promedio de Huachinera, Sonora (1951-2010) | Parámetros climáticos promedio de Huachinera, Sonora (1951-2010) | Parámetros climáticos promedio de Huachinera, Sonora (1951-2010) |
| Mes                                                                             | Ene.                                                             | Feb.                                                             | Mar.                                                             | Abr.                                                             | May.                                                             | Jun.                                                             | Jul.                                                             | Ago.                                                             | Sep.                                                             | Oct.                                                             | Nov.                                                             | Dic.                                                             | Anual                                                            |
| ------------------------------------------------------------------------------- | ---------------------------------------------------------------- | ---------------------------------------------------------------- | ---------------------------------------------------------------- | ---------------------------------------------------------------- | ---------------------------------------------------------------- | ---------------------------------------------------------------- | ---------------------------------------------------------------- | ---------------------------------------------------------------- | ---------------------------------------------------------------- | ---------------------------------------------------------------- | ---------------------------------------------------------------- | ---------------------------------------------------------------- | ---------------------------------------------------------------- |
| Temp. máx. abs. (°C)                                                            | 32.0                                                             | 32.0                                                             | 35.0                                                             | 43.0                                                             | 43.0                                                             | 46.0                                                             | 47.0                                                             | 42.0                                                             | 42.0                                                             | 39.0                                                             | 36.0                                                             | 34.0                                                             | 47.0                                                             |
| Temp. máx. media (°C)                                                           | 19.3                                                             | 20.7                                                             | 24.5                                                             | 27.9                                                             | 32.3                                                             | 37.9                                                             | 35.8                                                             | 34.7                                                             | 33.8                                                             | 29.0                                                             | 24.8                                                             | 21.2                                                             | 28.5                                                             |
| Temp. media (°C)                                                                | 11.0                                                             | 12.1                                                             | 15.1                                                             | 18.3                                                             | 22.4                                                             | 28.0                                                             | 27.6                                                             | 26.2                                                             | 25.0                                                             | 20.7                                                             | 16.0                                                             | 12.4                                                             | 19.6                                                             |
| Temp. mín. media (°C)                                                           | 2.7                                                              | 3.5                                                              | 5.6                                                              | 8.6                                                              | 12.5                                                             | 18.0                                                             | 19.4                                                             | 17.7                                                             | 16.3                                                             | 12.3                                                             | 7.3                                                              | 3.6                                                              | 10.6                                                             |
| Temp. mín. abs. (°C)                                                            | -7.0                                                             | -4.0                                                             | -2.5                                                             | 0.0                                                              | 2.0                                                              | 3.0                                                              | 4.0                                                              | 3.0                                                              | 4.0                                                              | 4.0                                                              | -4.0                                                             | -5.0                                                             | -7.0                                                             |
| Precipitación total (mm)                                                        | 46.0                                                             | 52.8                                                             | 17.0                                                             | 16.9                                                             | 11.2                                                             | 20.6                                                             | 135.3                                                            | 134.2                                                            | 52.4                                                             | 55.9                                                             | 26.3                                                             | 63.4                                                             | 632.0                                                            |
| Días de precipitaciones (≥ 0.1 mm)                                              | 4.9                                                              | 4.8                                                              | 2.3                                                              | 1.4                                                              | 1.6                                                              | 2.8                                                              | 13.0                                                             | 11.6                                                             | 5.1                                                              | 3.9                                                              | 1.8                                                              | 4.5                                                              | 57.7                                                             |
| Fuente: Servicio Meteorológico Nacional. Actualizado el 6 de diciembre de 2016. |                                                                  |                                                                  |                                                                  |                                                                  |                                                                  |                                                                  |                                                                  |                                                                  |                                                                  |                                                                  |                                                                  |                                                                  |                                                                  |

## Cultura

### Sitios de interés
- Iglesia de San Ignacio de Loyola
- Capilla de Nuestra Señora del Carmen
- Centro Artístico y Cultural de Huachinera (CACH)

### Fiestas
Fiestas civiles
- Aniversario de la Independencia de México: 16 de septiembre.
- Aniversario de la Revolución mexicana: El 20 de noviembre.

Fiestas religiosas
- Semana Santa: jueves y viernes Santos.
- Día de la Santa Cruz: 3 de mayo.
- Fiesta en honor de la Virgen de Guadalupe: 12 de diciembre.
- Día de Muertos: 2 de noviembre.
- Fiesta patronal en honor de San Ignacio de Loyola: el 31 de julio.
- Festival Luna de Montaña: octubre durante la luna llena (tercer domingo del mes).

## Gobierno
Su forma de gobierno es democrática y depende del gobierno estatal y federal; se realizan elecciones cada 3 años, en donde se elige al presidente municipal y su gabinete. El presidente municipal actual es Samuel Dávila Ballesteros elegido por el Partido Sonorense (PS)
El municipio cuenta con 18 localidades, las cuales dependen directamente de la cabecera del municipio, las más importantes son: Huachinera (cabecera municipal), Aribabi, Cobora, Los Picachos, Juribana, Los Güijolos, El Papalote, La Sandía, Carmen Lucero y Carmen Montoya Aguayo.